# McGraw-Hill
McGraw-Hill este un trust media și furnizor de servicii financiare din Statele Unite ale Americii.
Compania a fost fondată în anul 1909 prin fuziunea companiilor The McGraw Publishing Company (deținută de James H. McGraw) și The Hill Publishing Company (deținută de John A. Hill).
În anul 1966, McGraw-Hill achiziționează Standard & Poor's,
iar în 2005, J. D. Power and Associates.
Compania a început publicarea revistei financiare BusinessWeek în anul 1929.